# حزمة وعائية

أنواع الحزم الوعائية(أزرق: خشب، أخضر: لحاء، أبيض: كامبيوم)أ متحدة المركز، حول اللحاء. ب متحدة المركز ، حول النسيج الخشبي. ج شعاعي مع نسيج خشبي داخلي، هنا بأربعة أعمدة من نسيج الخشب، مغلقة على اليسار، مفتوحة لليمين. د جانبية مغلقة. ي جانبية مفتوحة. ف ثنائي الجانب مفتوح.

تُعتبر الحُزمة الوعائيَّة (بالإنجليزية: Vascular bundle)‏ جزءاً من نظام النقل في النباتات الوعائيَّة. يحدث النقل نفسه في الجذع، والذي يوجد في شكلين: نسيج الخشب واللحاء. كل من هذه الأنسجة موجودة في الحُزم الوعائيَّة، والتي ستشمل بالإضافة إلى ذلك أنسجةٍ داعمة ووقائيّة. بالإضافة إلى ذلك، هناك أيضاًَ نسيج بين نسيج الخشب واللحاء وهو الكامبيوم (القُلْب).
يكمن نسيج الخشب عادةً في اتجاه المحور مع وضع اللُحاء بعيداً عن المحور. في الجَذع أو الجذر،هذا يعني أن نسيج الخشب أقرب إلى مركز الجذع أو الجذر بينما يكون اللُحاء أقرب إلى الخارج. في الورقة، عادةً ما يكون السطح المحوريّ للورقة هو الجانب العلويّ، والسطح المحوري هو الجانب السُّفلي.
يتم نقل السُّكريات التي يَصنعُها النبات مع ضوء الشًّمس بواسطة اللُحاء، وهو أقرب إلى السطح السُّفلي. تتغذى حَشَرَات المَنّ ونطاط الأوراق من هذه السكريات عن طريق الإستفادة من اللُحاء. هذا هو السبب في أن حَشَرَات المَنّ ونطاطات الأوراق توجد عادة على الجانب السفلي من الورقة وليس على القمة. قد يختلف موقع الحُزم الوعائيَّة بالنسبة لبعضها البعض بشكل كبير.

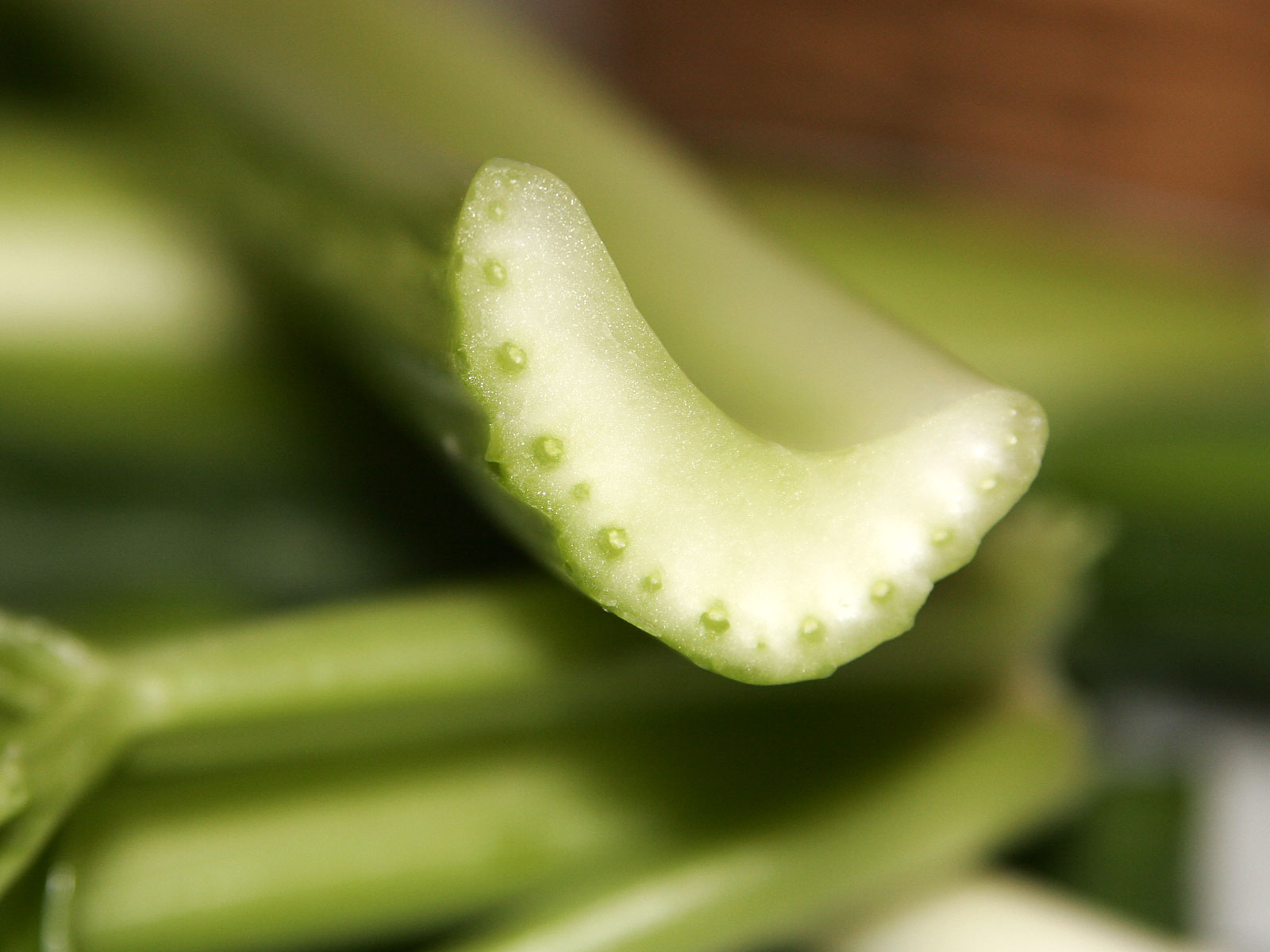
مقطع عرضي من ساق الكرفس، يظهر الحزم الأوعائية، والتي تشمل كلًا من اللحاء والخشب.

## خلايا غمد الحزمة
خلايا غمد الحزمة هي خلايا التمثيل الضوئي مرتبة في غمد معبأ بإحكام حول وريد الورقة. وهي تشكل غطاء واقياً على وريد الأوراق، وتتكون من طبقة خلوية واحدة أو أكثر، وعادة ما تكون نسيج أرضي. تقع خلايا النسيج المتوسط المرتبة بشكل فضفاض بين غمد الحزمة وسطح الورقة. تقتصر حلقة كالفن على البلاستيدات الخضراء لخلايا غمد الحزمة هذه في نباتات التمثيل الضوئي رباعي الكربون.

## روابط خارجية
- Curtis, Lersten, and Nowak .مقطع عرضي للحزم الوعائية.
- Mauseth مقطع عرضي اّخر للحزم الوعائية

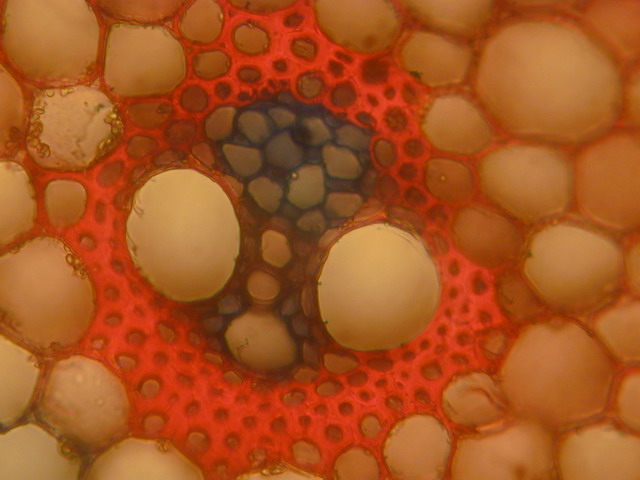
تفاصيل الحزم الوعائية: الحزم الوعائية المغلقة الجانبية للمحور الجذعي لـ الذرة

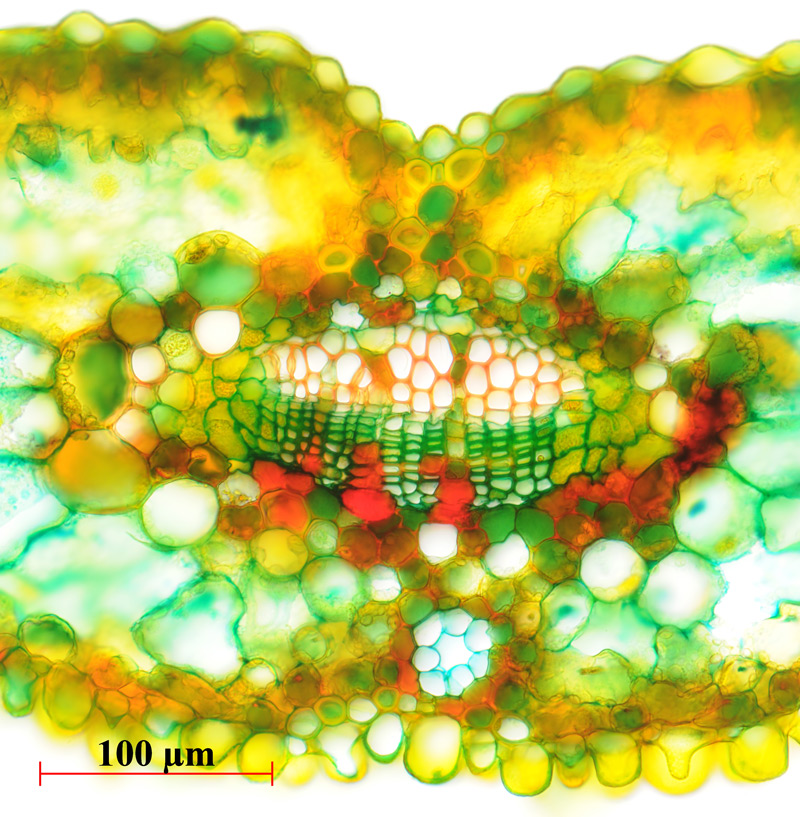
الحزم الوعائية في ورقة سيكويا الفجر.

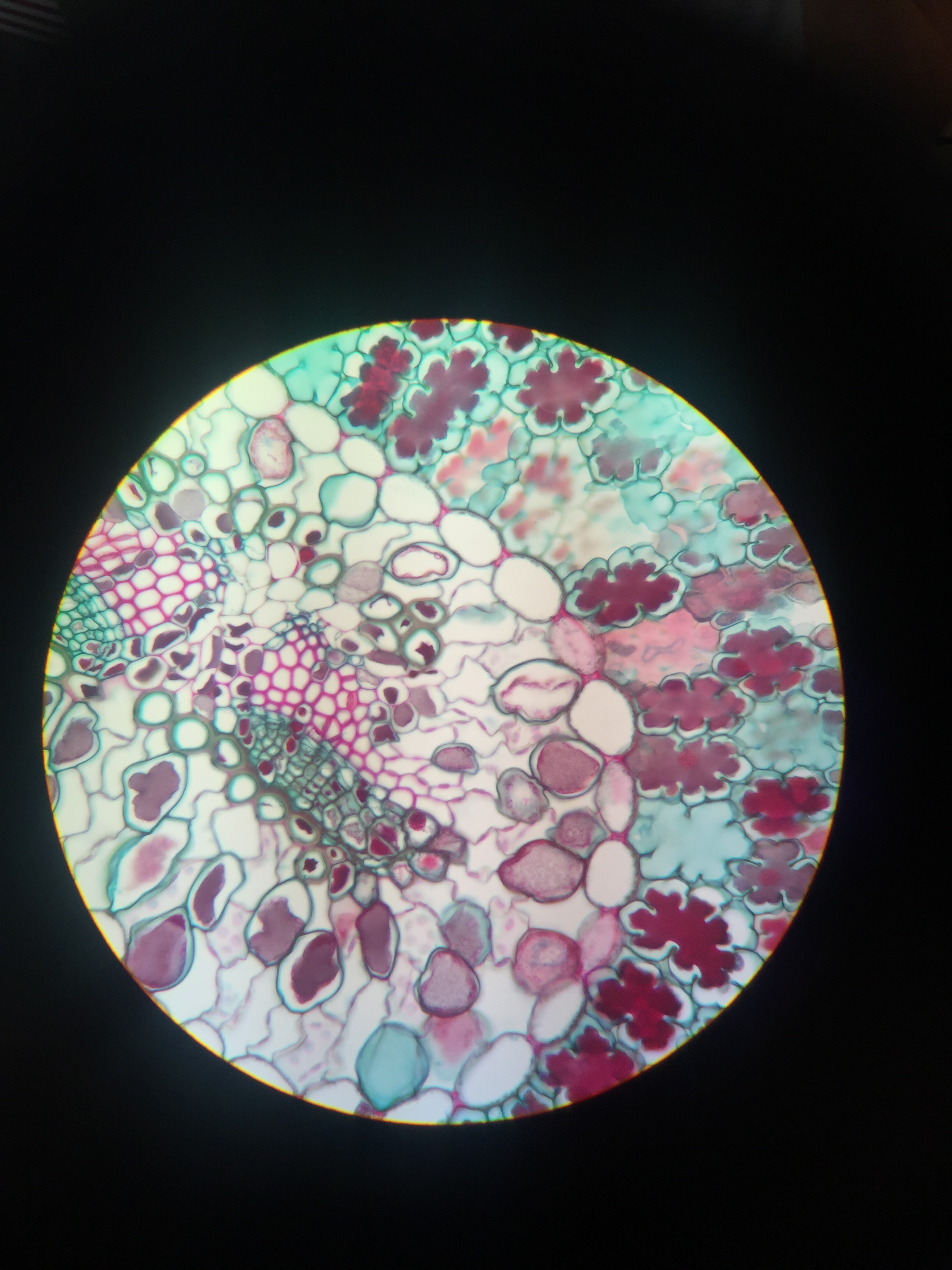
تظهر الحزمة الوعائية لأوراق الصنوبر و نسيج الخشب واللحاء.